# Merseburger DEFA-Filmtage
Die Merseburger DEFA-Filmtage sind ein deutsches Filmfestival zur Pflege des Erbes der DEFA und verstärkt auch aktueller Filmproduktionen aus Mitteldeutschland. Als Initiative zur Rettung des früheren Kinos „Völkerfreundschaft“ im Zentrum Merseburgs entstanden, bietet es seit 2006 jährlich ein Filmspektrum aus dem DEFA-Fundus an und reflektiert Entstehen und Dreh in Filmgesprächen mit den Protagonisten.
Das Festival ist Bestandteil des Kulturschatzes Merseburg, mit dem die Kulturangebote der Stadt zwischen Halle und Leipzig seit 2017 sichtbarer werden.

## Entstehung
Die Merseburger DEFA-Filmtage sind eng verknüpft mit dem heutigen Domstadtkino Merseburg. Zwischen 1990 und 2002 stand das vormalige „Kino Völkerfreundschaft“ leer. Eine Nachnutzung gestaltete sich schwierig. Parallel diskutierte Merseburgs Stadtrat über einen Kinoneubau in der Stadt. Zur Rettung beziehungsweise Revitalisierung des alten Kinogebäudes fanden sich vor diesem Hintergrund am 14. August 2002 engagierte Bürger Merseburgs zusammen und gründeten den Förderverein „Kino Völkerfreundschaft Merseburg e.V.“ Der Stadtrat sprach sich letztlich für die Erhaltung des ehemaligen Kinos aus. Mit Hilfe des Vereins entstand ein nachhaltiges Nutzungskonzept, ein kommerzieller Betreiber konnte gefunden werden. Im zweiten Kulturgespräch der Stadt Merseburg im Januar 2003 wurde parallel dazu vereinbart, das Kino zum Ort für ein breites Kulturangebot zu entwickeln. Bereits hier zeichnete sich eine Zusammenarbeit des Vereins mit der Hochschule Merseburg ab. Beim fünften Kulturgespräch zum Thema „Kulturgut Kino“ wurde schließlich die Idee der DEFA-Filmtage geboren. Studierende der Hochschule sowie Mitglieder des Vereins arbeiteten gemeinsam an der Umsetzung der Idee. Vom 20.–23. April 2006 fanden sie das erste Mal im jetzigen Domstadt Kino statt. Seitdem haben sich die Filmtage fest im Veranstaltungskalender der Stadt und der Region etabliert. 2020 feierten sie ihr 15. Jubiläum.

## Entwicklung
Die Filmtage finden seit 2006 alljährlich im Frühjahr statt und erfreuen sich Beliebtheit vor allem in Mitteldeutschland. Von Freitag bis Sonntag werden jeweils unter wechselndem Motto nicht nur Filme aus dem DEFA-Fundus gezeigt, sondern auch Filmgespräche mit den zugehörigen Protagonisten geführt. Besonderer Höhepunkt ist stets der sonntägliche Stummfilm mit Klavierbegleitung. Bestandteil des Programms ist ferner eine Amateurfilmrunde, in der Filmschaffende ihre Werke einer breiteren Öffentlichkeit präsentieren können.
Für Schulklassen im Saalekreis werden unmittelbar vor und nach den Filmtagen eigene Filmvorführungen angeboten, ausgewählte Filme dabei in den historisch-politischen Entstehungskontext eingeordnet und mit den Schülern diskutiert. Damit leistet der Verein Bildungsarbeit und hält das kulturelle Erbe der DEFA am Leben.
Um die Filmtage etabliert sich ein kulturelles Programm in der Stadt Merseburg. Gastronomie und Kulturtreibende offerieren Sonderausstellungen oder besondere Angebote um das Filmfestival.
Zum 15. Jubiläum 2020 öffneten sich die Merseburger DEFA-Filmtage thematisch weiter. Motto „Filmkulisse Mitteldeutschland“ – der Drehort Mitteldeutschland auf dem Weg vom Gestern ins Heute. Auf dem Programm stehen nicht nur zeitlose DEFA-Klassiker, sondern auch aktuelle Filme, die in Mitteldeutschland gedreht wurden.

## Auszeichnungen
- 2015 Bürgerpreis „Der Esel, der auf Rosen geht“ der Stadt Halle[3]
- 2017 Preis der DEFA-Stiftung „Programmpreis“[4]

## Filmauswahl
Das Festival bildet das Spektrum des DDR-Films ab. Neben Kinofilmen aller Genres sind so auch Fernsehproduktionen zu sehen. Daneben finden aktuelle deutsche Kinoproduktionen mit thematischem Bezug Eingang ins Programm. Die Filmauswahl erfolgt durch die Mitglieder des Fördervereins „Kino Völkerfreundschaft Merseburg e. V.“ Zum Filmfestival werden jedes Jahr Gäste eingeladen, die einen direkten Bezug zu den gezeigten Filmen haben. Meist sind es Darsteller aber auch Regisseure oder Drehbuchautoren.

### 1. Merseburger DEFA-Filmtage vom 20. bis 23. April 2006
Motto: „60 Jahre DEFA – 50 Jahre Kino Völkerfreundschaft“
Eröffnungsfilm: „Die Legende von Paul und Paula“
Gäste waren u. a.: Kurt Maetzig, Thomas Knauf, Winfried Glatzeder

### 2. Merseburger DEFA-Filmtage vom 19. bis 22. April  2007
Motto: „Meister - Schüler - Erben“
Eröffnungsfilm: „Ich war neunzehn“
Gäste waren u. a.: Rainer Simon, Thomas Heise, Helke Misselwitz, Günter Reisch, Christiane Mückenberger

### 3. Merseburger DEFA-Filmtage vom 23. bis 27. Januar  2008
Motto: „DEFA-Filme im internationalen Kontext“
Eröffnungsfilm: „Treffen in Travers“
Gäste waren u. a.: Annekatrin Bürger, Michael Gwisdek, Hermann Beyer

### 4. Merseburger DEFA-Filmtage vom 11. bis 15. Februar  2009
Motto: „20 Jahre friedliche Revolution“
Eröffnungsfilm: „Nikolaikirche“
Gäste waren u. a.: Erich Loest, Christian Führer, Petra Weisenburger

### 5. Merseburger DEFA-Filmtage vom 20. bis 24. Januar 2010
Motto: „Frauen in OST und WEST“
Eröffnungsfilm: „Das Versteck“
Gäste waren u. a.: Jutta Hoffmann, Ulrike Ottinger, Christine Schorn, Egon Günther; Marita Böhme

### 6. Merseburger DEFA-Filmtage vom 28. bis 30. Januar  2011
Motto: „Rolf Hoppe ein DEFA-Schauspieler“
Eröffnungsfilm: „Der Bruch“
Gäste waren u. a.: Rolf Hoppe, Dorit Gäbler, Gojko Mitic, Hans-Werner Honert, Heinz Kersten

### 7. Merseburger DEFA-Filmtage vom 27. bis 29. Januar 2012
Motto: „Angelica Domröse und Hilmar Thate - nicht nur eine Legende“
Eröffnungsfilm: „Fleur Lafontaine“
Gäste waren u. a.: Angelica Domröse, Hilmar Thate, Helmut Morsbach, Knut Elstermann

### 8. Merseburger DEFA-Filmtage vom 25. bis 27. Januar  2013
Motto: „Wolfgang Kohlhaase und Andreas Dresen: Zwei Generationen - Zwei Filmemacher“
Eröffnungsfilm: „Sommer vorm Balkon“
Gäste waren u. a.: Wolfgang Kohlhaase, Andreas Dresen, Ernst-Georg Schwill, Sylvester Groth, Jörg Gudzuhn, Laila Stieler

### 9. Merseburger DEFA-Filmtage vom 21. bis 23. Februar  2014
Motto: „Mann oh Mann, der Dieter Mann“
Eröffnungsfilm: „Glück im Hinterhaus“
Gäste waren u. a.: Dieter Mann, Monika Lennartz, Götz Schubert, Carmen Seehafer, Heidemarie Wenzel

### 10. Merseburger DEFA-Filmtage vom 27. bis 29. März  2015
Motto: „Frauen schreiben Geschichte(n)“
Eröffnungsfilm: „Guten Morgen, Du Schöne“
Gäste waren u. a.: Jutta Wachowiak, Vera Loebner, Iris Gusner, Lissy Tempelhof; Evelyn Schmidt

### 11. Merseburger DEFA-Filmtage vom 1. bis 3. April  2016
Motto: „Ehrgeiz - Liebe - Hoffnung“
Eröffnungsfilm: „Ein irrer Duft von frischem Heu“
Gäste waren u. a.: Ursula Werner, Peter Reusse, Walfriede Schmitt, Burkhard Klaußner, Otto Mellies

### 12. Merseburger DEFA-Filmtage vom 17. bis 19. März  2017
Motto: „Mannsbilder“
Eröffnungsfilm: „Der Traum vom Elch“
Gäste waren u. a.: Siegfried Kühn, Christian Steyer, Wolfgang Winkler, Gunter Schoß, Jürgen Zartmann

### 13. Merseburger DEFA-Filmtage vom 9. bis 11. März  2018
Motto: „Nun schlägt's 13!“
Eröffnungsfilm: „In Zeiten des abnehmenden Lichts“
Gäste waren u. a.: Matti Geschonneck, Johanna Schall, Chris Doerk, Annemone Haase, Ralf Schenk

### 14. Merseburger DEFA-Filmtage vom 8. bis 10. März  2019
Motto: „Buch trifft Leinwand“
Eröffnungsfilm: „Transit“
Gäste waren u. a.: Christel Bodenstein, Franziska Troegner, Erwin Berner, Dieter Wien, Renate Blume

### 15. Merseburger DEFA-Filmtage vom 6. bis 8. März  2020
Motto: „Filmkulisse Mitteldeutschland“
Eröffnungsfilm: „Der Tangospieler“
Gäste waren u. a.: Christoph Hein, Marion Brasch, Renate Geißler, Giso Weißbach, Grit Lemke, Carlos Morelli

### 16. Merseburger DEFA-Filmtage vom 23. bis 29. August 2021, Open Air
Motto: „Wovon wir träumten - 75 Jahre DEFA“
Eröffnungsfilm: „Die Taube auf dem Dach“
Gäste waren u. a.: Ursula Werner, Peter Kahane, Annekatrin Bürger, Gojko Mitić

### 17. Merseburger DEFA-Filmtage vom 10. bis 12. Juni  2022
Motto: „Aus der DEFA-Kiste“
Eröffnungsfilm: „Der Traum vom Elch“
Stummfilm: „Brüder“
Gäste waren u. a.: Christian Steier, Carmen-Maja Antoni, Regina Beyer, Volkmar Kleinert, Wolfgang Winkler

### 18. Merseburger DEFA-Filmtage vom 14. bis 16. April  2023
Motto: „Endlich 18!“
Eröffnungsfilm: „Bankett mit Archilles“
Stummfilm: „Freudlose Gasse“
Gäste waren u. a.: Hermann Beyer, Ute Lubosch, Peter Bause, Dorit Gäbler

### 19. Merseburger DEFA-Filmtage vom 12. bis 14. April  2024
Motto: „Weltall - Erde - Trick“
Eröffnungsfilm: „Besuch bei van Gogh“
Stummfilm: „Die Frau im Mond“
Gäste waren u. a.: Christian Grashoff, Gojko Mitic, Thomas Natschinski, "Keks" und "Tammi" (ehemalige Filmkinder), Knut Elstermann

### 20. Merseburger DEFA-Filmtage vom 11. bis 14. April  2025
Save the Date

## Schulveranstaltungen
Schulveranstaltungen sind seit den ersten Merseburger DEFA-Filmtagen 2006 ein Bestandteil der Filmtage im Domstadtkino. Ziel war und ist es, die jüngere Generation an das Filmerbe der DEFA heranzuführen. Das bezieht sich sowohl auf die Filminhalte als auch auf die Filmgestaltung. Fazit: Die Schüler nehmen die Filme mit Interesse wahr. Das zeigt sich in den Filmgesprächen, die zu einigen Veranstaltungen durchgeführt wurden.
Die Schulveranstaltungen werden entsprechend der Klassenstufen organisiert. Die erste Gruppe sind die Schüler aus den Grundschulen. Für die Veranstaltungen melden sich Schulen aus der Stadt Merseburg als auch aus dem gesamten Saalekreis an. Passend zum Thema der Filmtage schlägt der Förderverein dazu entsprechende Kinder- oder Märchenfilme vor. Die Schulen treffen dann die spezifische Filmauswahl. Sehr gut kamen beim jungen Publikum Filme an wie: „Die dicke Tilla“, „Moritz in der Litfaßsäule“, „Die Suche nach dem wunderbunten Vögelein“, „Der tapfere Schulschwänzer“. Sie spiegeln den Alltag der Kinder wider, sodass entsprechende Anknüpfungspunkte zu heute bestehen. Gern werden auch Märchenfilme angenommen. Für die 15. Merseburger DEFA-Filmtage nahm der Förderverein besonders Filme ins Programm, die in Mitteldeutschland gedreht wurden. Beispiele sind: „Schneeweißchen und Rosenrot“, „Die Geschichte von der Gänseprinzessin und ihrem treuen Pferd Fallada“ oder „Die goldene Gans“.
In der zweiten Gruppe werden die Schüler der Sekundarstufe, der Gymnasien und der Berufsbildenden Schulen zusammengefasst. Hier gelingt es dem Förderverein nur vereinzelt, das Interesse der Lehrer zu wecken. Zuspruch gibt es dann, wenn ein Bezug zum Schulstoff besteht.

## Kulturschatz Merseburg
Merseburg besitzt ein reiches historisches Erbe mit überregionaler Ausstrahlung. Zudem verfügt die Stadt über ein sehr reges Vereinsleben. 2017 haben sich Kulturschaffende Merseburgs unter der Dachmarke „Kulturschatz Merseburg“ zusammengeschlossen. Ziel der Initiative ist es, die eigenen Angebote einer breiteren Öffentlichkeit sichtbar zu machen. Dank gegenseitiger Vernetzung und Unterstützung sollen zudem Synergieeffekte genutzt und das kulturelle Leben bereichert werden. Der Einladungsinitiative folgen eine wachsende Zahl an Vereinen und Einrichtungen der Stadt. Von Beginn an dabei ist der Förderverein „Kino Völkerfreundschaft Merseburg e. V.“